# Akademos
Ne doit pas être confondu avec Académos.
Akademos est une revue française fondée en janvier 1909 à Paris par l'aristocrate et poète Jacques d'Adelswärd-Fersen. Elle est la première en France à aborder l'homosexualité de front et positivement, si on ne compte pas les publications juridiques 
« Annales de l’unisexualité » en 1897 et « Chroniques de l’unisexualité » en 1907 et 1909, sous-revues dans la revue Archives d'Anthropologie Criminelle.

## Histoire de la revue
Titré Akademos : revue mensuelle d'art libre et de critique, le premier numéro sort le 15 janvier 1909 chez l'éditeur parisien Albert Messein, compte 160 pages imprimées sur papier Ingres et est vendu au prix de 2,50 francs. L'adresse de la rédaction est au 25 rue Eugène-Manuel (16e arrondissement de Paris) et le gérant n'est autre que Nino Cesarini, un temps compagnon de Jacques d'Adelswärd-Fersen. Il est promis aux abonnés deux héliogravures artistiques en prime. Cette première livraison contient une reproduction d'une photographie de Raymond Laurent, éphémère secrétaire de rédaction de la revue, qui venait de se suicider à l'âge de 22 ans, auquel Adelswärd-Fersen rend hommage sous le pseudonyme de « Sonyeuse ».
Cette revue, dont la charte graphique est commandée à George Auriol, représente la brève tentative d'Adelswärd-Fersen de défendre la pédérastie (qu'il appelle « l'Autre Amour ») à l'aide d'une publication mensuelle mêlant poèmes et essais, littérature et débats d'idées. Elle se qualifie « la plus indépendante des revues ». C'est la première revue de ce genre à paraître en français. Ses thèmes étaient semblables à ceux de la revue allemande Der Eigene, publiée depuis 1896 par Adolf Brand. Grâce aux conseils de l'écrivain belge Georges Eekhoud, Adelswärd-Fersen avait en effet lu les publications allemandes qui voulaient promouvoir l'acceptation sociale de l'homosexualité avant de lancer Akademos. L'idée remonte à la fin 1907 ; il sollicita Magnus Hirschfeld, le juriste Eugène Wilhelm, ou le médecin Charles Albert Guichard, entre autres, pour qu'ils le conseillent et apportent leurs contributions.
Le contexte politique et social de cette époque quant à l'homosexualité est marqué par le « scandale Moltke-Eulenburg ». Le procès qui se tient à Berlin fait les choux gras de la presse durant les années 1907 et 1908.
Akademos ne dure qu'une année. Pourtant, Adelswärd prévoyait courant mai 1909 de continuer la revue en 1910 à un rythme bimensuel, tout en déplorant « un niveau d'abonnement dérisoire ». Les gens avaient-ils peur de l'acheter ? Cette publication était-elle trop onéreuse pour le baron ? Wilhelm rapporte qu'Adelswärd-Fersen avait dépensé plus de 50 000 francs-or dans cette entreprise. Reçut-il des pressions de la part d'une presse hostile ou ne parvint-il pas à trouver un nouveau souffle pour sa revue ? Le premier numéro avait pourtant été salué par le Mercure de France. Les sommaires laissent apparaître des contributions d'auteurs importants, comme Henri Barbusse, Marcel Boulestin, Colette, Georges Eekhoud, Achille Essebac, Claude Farrère, Jean Ferval, Anatole France, Maxime Gorki, Filippo Tommaso Marinetti, Joséphin Peladan, Edmond Pilon, Léonard Sarluis, Arthur Symons et Laurent Tailhade. De récentes études (par Kevin Dubout, Patrick Cardon, Mirande Lucien, Paul Snijders, Viveka Adelswärd, Michael Rosenfeld) montrent qu'Adelswärd-Fersen envisageait le soutien de Magnus Hirschfeld, avec lequel il fut mis en contact par l'intermédiaire de Georges Eekhoud et d'Eugène Wilhelm et d'Éric Simac (pseudonyme du Dr Charles Albert Guichard), afin de transformer sa revue en un organe international, rédigé en plusieurs langues et consacré exclusivement à l'homosexualité et à son acceptation, tout en conservant une dimension esthétique. Il semble que cette idée n'ait pas reçu les soutiens escomptés, tant du côté français que du côté allemand.
Dans son Journal littéraire, Paul Léautaud écrit le 26 août 1908 qu'il a décliné la proposition qui lui avait été faite, lors de la préparation du premier numéro d'Akademos, de se charger de la critique théâtrale pour la publication. Dans le Mercure de France du 1er décembre 1909, Paul Léautaud écrit dans sa chronique théâtrale (qu'il signe sous le pseudonyme de Maurice Boissard) qu'il a décliné la proposition qui lui avait été faite, lors de la préparation du premier numéro d'Akademos, de « rendre compte des théâtres ». Il termine par ce commentaire : « J'en ai eu un peu de regret, pendant quelque temps. On disait "notre oncle Sarcey". On aurait peut-être dit "notre tante Boissard" ».

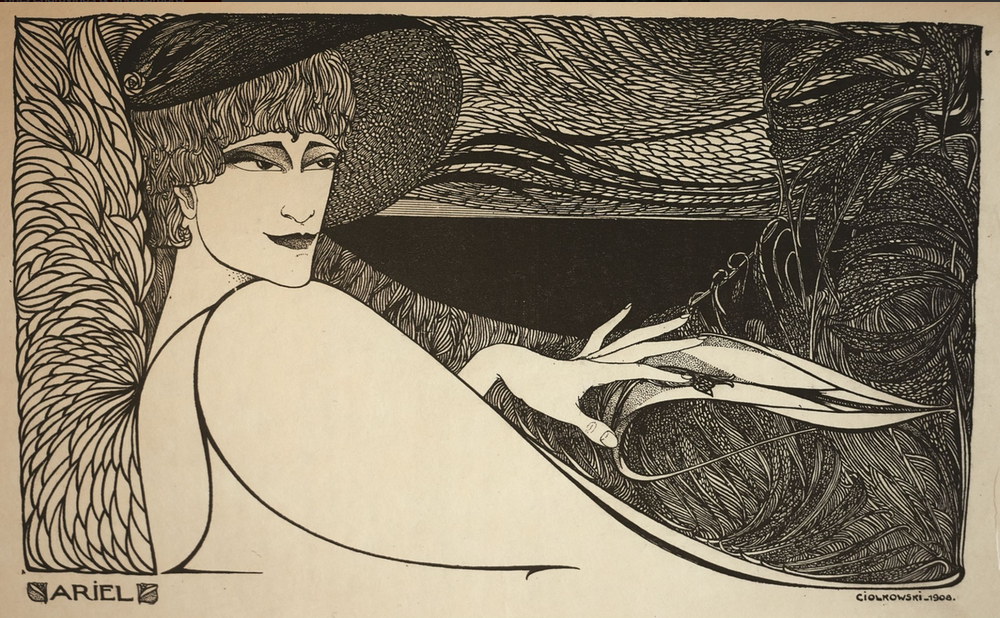
Ariel, dessin de H. S. Ciolkowski publié dans le numéro de septembre 1909.

En juin 1909, se tient à Paris le procès de Pierre Renard, maître d'hôtel, accusé sans preuve d'avoir assassiné son employeur. Renard, qui ne nie pas son homosexualité, est envoyé au bagne. Tandis que se termine le procès Eulenburg, la presse française parle du « vice allemand ».
Le mois suivant, dans le numéro 7, un article intitulé « Le préjugé contre les mœurs », se montre particulièrement militant : « L'homosexualité n'est pas seulement passionnante pour notre investigation, elle exige notre respect et la révision d'un procès inique. Elle ne relève plus de la criminologie, ni même de la pathologie, mais du droit commun de l'amour libéré. Il ne s'agit donc pas d'une secte de vicieux réclamant un statut immoral, mais de milliers, de millions d'individus doués, valables, utilisables par une société intelligente et que proscrit la nôtre pour des motifs abolis. Le cadavre d'une morale morte ne peut pas faire contre poids dans la balance de la justice à la dignité, à la liberté de tant d'hommes... ». L'article est signé par un certain Guy Delrouze, qui apparaît sous le nom de Guy Debrouze dans le sommaire de la revue, sa table des matières et sur la table du second semestre du numéro de Noël (peut-être, selon Kevin Dubout, un pseudonyme de Charles Albert Guichard).
L'ensemble de cette revue représente en tout 12 numéros, soit 1 025 pages. Elle n'existe de manière complète dans aucune collection de bibliothèque ou d'archives publiques, mais une partie des numéros est tout de même numérisée par la BNF/Gallica.
Il faut attendre 1924 pour voir en France revenir dans les kiosques et en librairie une nouvelle revue traitant d'homosexualité, avec Inversions.
En 2022, les éditions GayKitschCamp ont publié la réédition intégrale les douze numéros d’Akademos, accompagné d'un volume d’études et d'analyses.